# Weitabspannmast

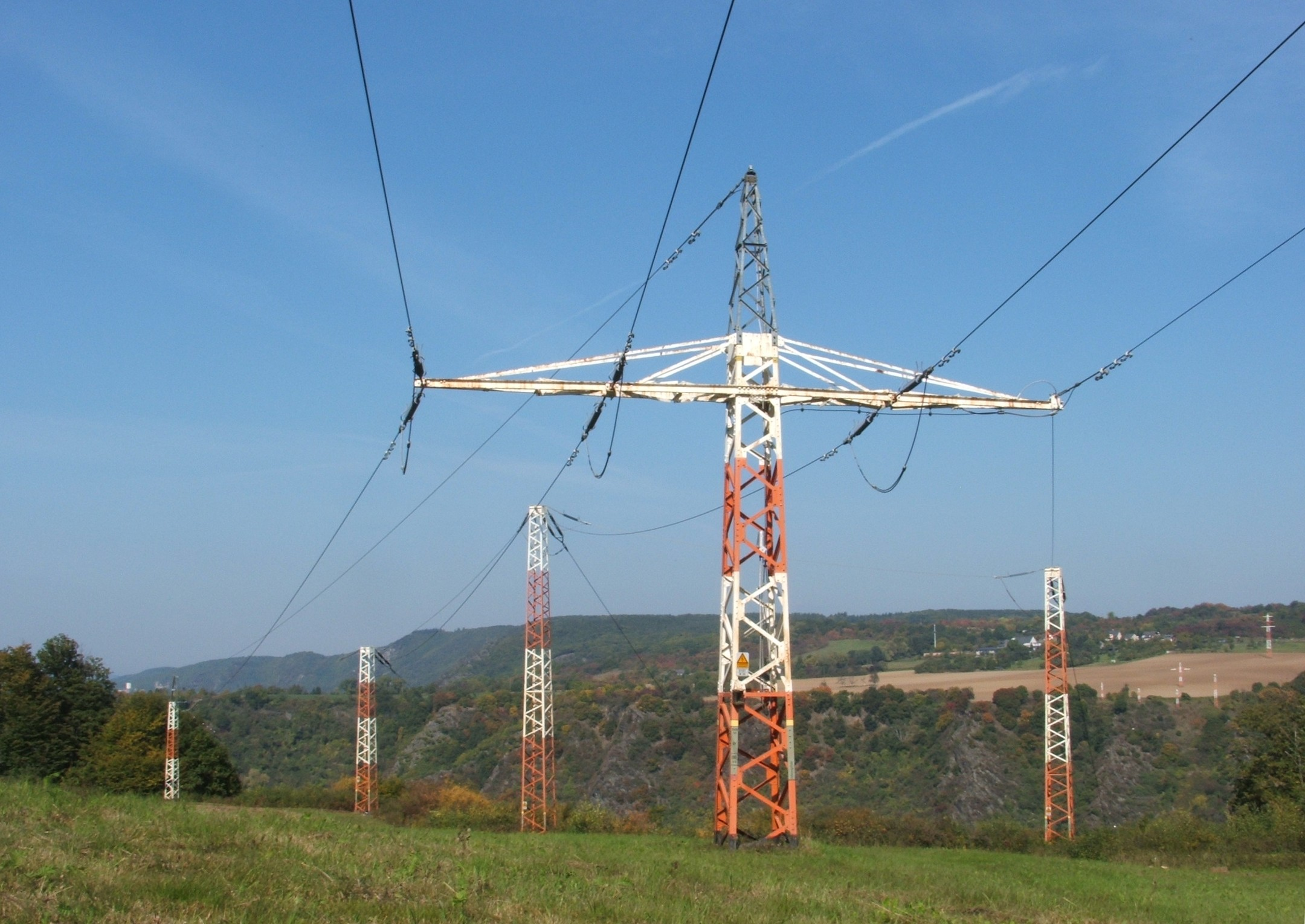
Verteilung der Leiterseile auf einzelne Masten bei der Rhein-Freileitungskreuzung Hirzenach-Oberkestert.

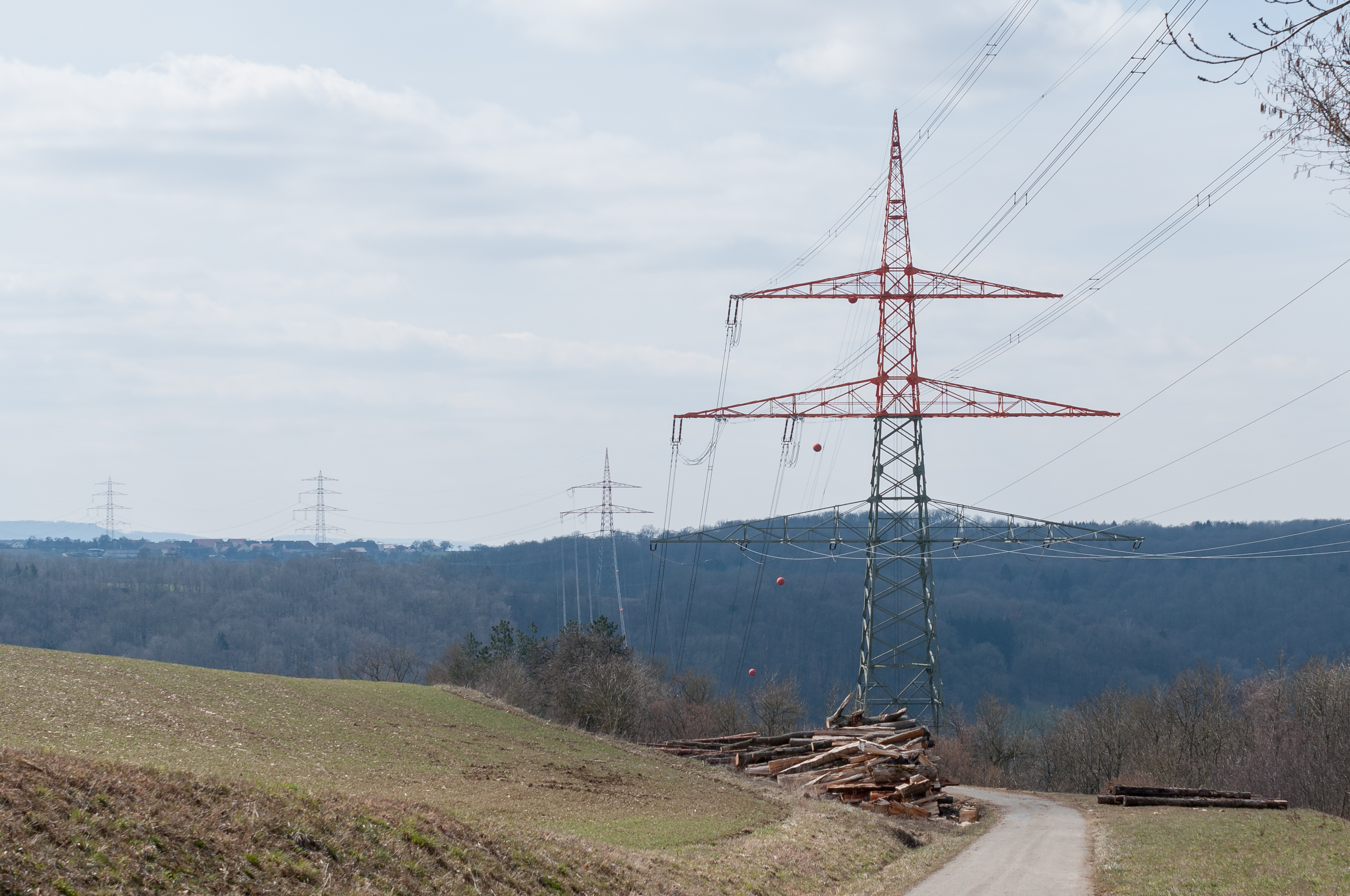
Weitabspannmast zur Überquerung des Kochertals bei Künzelsau (2013)

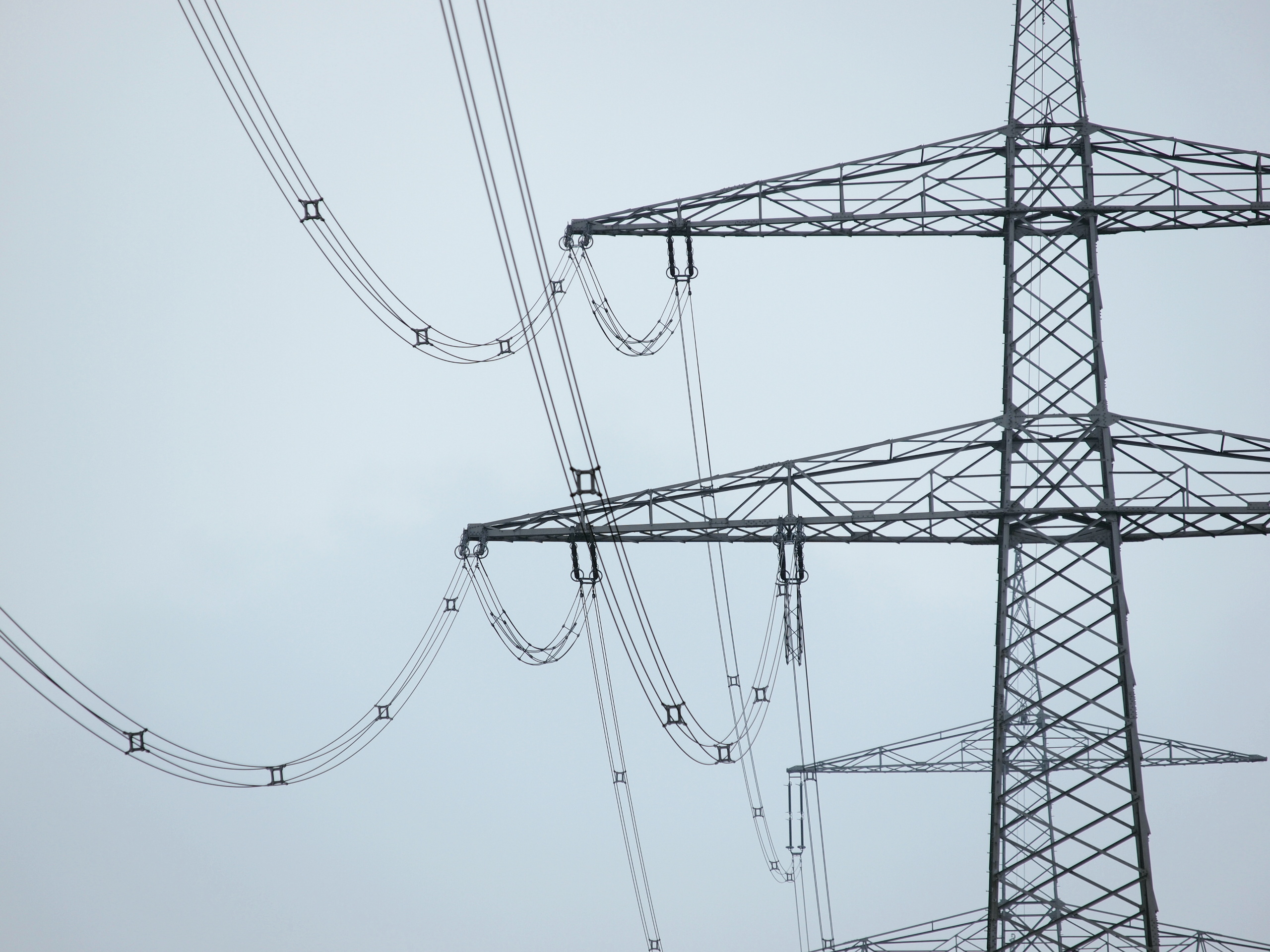
Ein anderer Weitabspannmast. Deutlich ist zu sehen, dass die Isolatoren an der Talquerungsseite (der Kamera zugewandt) weiter außen angebracht sind.

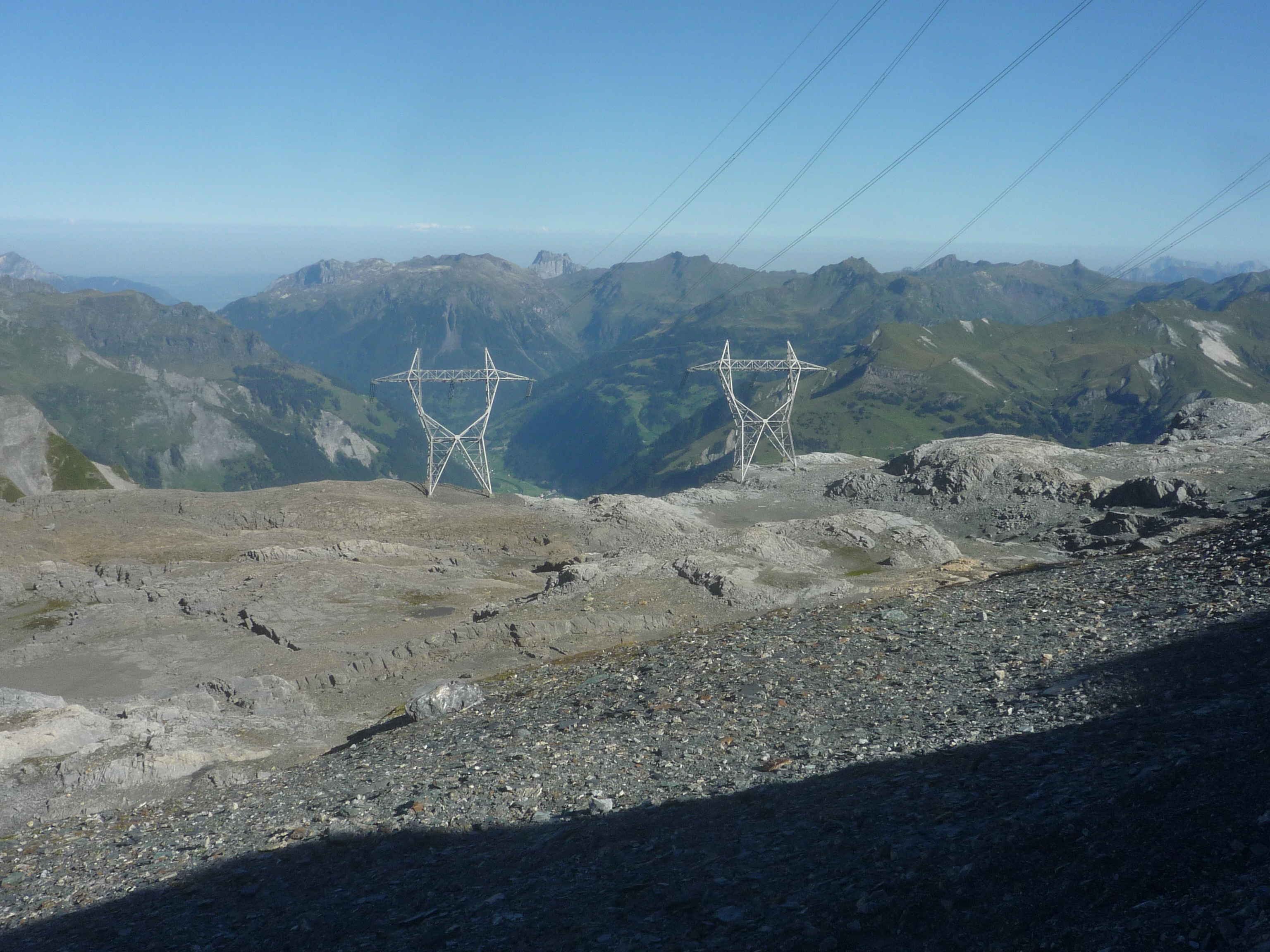
2 Weitabspannmasten der Vorableitung; die Energiestrasse verläuft oberhalb der Schwarzen Wand in 2 Bahnen.

Ein Weitabspannmast ist ein Abspannmast in einem Leitungsabschnitt mit großer Spannweite, z. B. bei Talüberspannungen. Bei Weitabspannmasten sind die Abstände der Leiterseile untereinander gegenüber den üblichen Werten vergrößert, um ein Zusammenschlagen der Leiterseile im Sturm (was einen Kurzschluss zur Folge hätte) zu verhindern.
Weitabspannmaste müssen wegen der hohen Zugkräfte des langen Seilabschnitts der Talquerung eine hohe Festigkeit besitzen und werden deshalb gelegentlich auch als Portalmast ausgeführt.
Bei großen Spannweiten und exponierter Lage der Weitabspannmaste kann – anstelle eines gemeinsamen Mastes – für jedes Leiterseil ein eigener Mast verwendet werden, um einen besonders großen Abstand der Leiterseile voneinander zu erzielen.

## Lange Abspannfelder
Beispiele:
- Längste Spannweite: Querung des Ameralik-Fjords, 5376 m, Grönlands erstes Kraftwerk wurde 1993 errichtet.
- Längste Spannweite Europas: Querung des Sognefjords beim Ort Leikanger, 4597 m, Norwegen.
- 2009 wurde in Südwestalaska bei der Querung des Eagle River im Tongass National Forest ein Feld mit 2100 m Länge gespannt.
- Längste Spannweite Deutschland: Eyachtalquerung Höfen, 1444 m.